# Spadola
Spadola község (comune) Olaszország Calabria régiójában, Vibo Valentia megyében.

## Fekvése
A megye keleti részén fekszik. Határai: Brognaturo, Gerocarne, Serra San Bruno, Simbario, Sorianello és Stilo.

## Története
A település eredete az ókorra nyúlik vissza. Egyike volt a Szkilétion vonzáskörzetébe tartozó falvaknak. A 11. században a Serra San Brunói karthauzi kolostor szerezte meg. A 14. században a kolostor által kivetett magas adók miatt elnéptelenedett. I. Johanna nápolyi királynő uralkodása idején népesült be ismét és Soriano Calabro része lett. A 19. század elején vált önálló községgé, amikor a Nápolyi Királyságban felszámolták a feudalizmust.

## Népessége
A népesség számának alakulása

## Főbb látnivalói
- Santa Maria Sopra Minerva-templom
- Maria S.S. dei Sette Dolori-templom